# Hans Beck (ballerino)
Hans Beck (Haderslev, 31 maggio 1861 – Copenaghen, 10 giugno 1952) è stato un ballerino, coreografo e direttore artistico danese.

## Biografia
Tra i maggiori ballerini dell'epoca, Hans Beck fu allievo di August Bournonville e grande interprete dei suoi balletti, ottenendo in particolare grandi apprezzamenti per la sua interpretazione nel ruolo di James ne La Sylphide. Fu scritturato dal Balletto Reale Danese n 1879 e nel 1881 fu proclamato primo ballerino della compagnia, di cui fu poi direttore tra il 1894 e il 1915. 
Svolse un ruolo vitale nel preservare le coreografie di Bournonville e nell'insegnarle a una nuova generazione di ballerini; come direttore dell'Accademia della compagnia, revisionò profondamente l'educazione dei giovani ballerini, abbandonando lo stile affettato del XIX secolo a favore di uno stile più naturale.
In veste di coreografo, compose una popolare variazione maschile per il Napoli di Bournonville e viene ricordato soprattutto per il suo balletto originale del 1909 La sirenetta. In occasione della prima il ruolo della protagonista fu interpretato da Ellen Price, che fu di ispirazione per la Statua della Sirenetta.